# Nicolás Gaitán
Osvaldo Nicolás „Nico” Fabián Gaitán (San Martín, 1988. február 23. –) argentin labdarúgó, középpályás.

## Pályafutása

### Boca Juniors
A San Martínban született Nicolás Gaitán 13 évesen került a Boca Juniors utánpótlás akadémiájára. 2008. június 1-jén debütált egy Arsenal Sarandí elleni mérkőzésen. Első góljait két hónappal később szerezte, a Huracán csapatának talált be kétszer.
Bemutatkozott a nemzetközi porondon is, szeptember 28-án szerezte első gólját a Copa Sudamericánában az ecuadori LDU Quitónak talált be. Utolsó szezonjában 33 bajnokin hétszer volt eredményes, a Boca az Aperturát a 11., a Clausurát a 16. helyen zárta.

### Benfica
2010. május 3-án írt alá a Benfica csapatához, a portugál csapat 8,4 millió eurót fizetett a játékjogáért, és akik a Real Madridhoz szerződő Ángel Di María utódjának szánták. Óscar Cardozo után ő lett a lisszaboniak történetének második legdrágábban vásárolt játékosa. Első idényében minden tétmérkőzést figyelembe véve 48-szor lépett pályára és kilenc gólt szerzett.
A 2010-2011-es idény végén jelölték az év játékosa díjra. a következő idényben pedig a nemzetközi kupaporondon szerepelt nagyszerűen csapatával, a Bajnokok Ligájában a tavaszi kieséses szakaszba jutottak. A 2013-2014-es bajnokságban összesen 26 mérkőzésen hat góllal segítette bajnoki címhez a Benficát és a Rio Ave elleni kupadöntőt is az ő gólja döntötte el. 2014. augusztus 31-én az ősi rivális Sporting CP elleni bajnoki után a mérkőzés emberének választották.
2014 novemberében meghosszabbította a szerződését 2018 nyaráig. 2015. szeptember 30-án góllal segítette csapatát az Atlético Madrid elleni győzelemhez. December 9-én új, 2019 nyaráig szóló szerződést írt alá, a kivásárlási árát pedig 45 millió euróban határozta meg a klubja. 2016. március 9-én az ő góljának is köszönhetően a Benfica a Zenyiten túljutva a legjobb nyolc közé jutott a Bajnokok Ligájában. Május 15-én két gólt szerzett a Nacional ellen, csapata pedig bebiztosította az újabb bajnoki címet. Az utolsó bajnoki fordulóban lecserélésekor a hazai közönség felállva ünnepelte, ő pedig könnyek közt hagyta el a pályát. A mérkőzés után elismerte, hogy ez volt az utolsó mérkőzése a Sasok mezében.

### Atletico Madrid
2016. június 16-án egyezett meg egymással a Benfica és az Atletico Madrid, a spanyol csapat 25 millió eurót fizetett Gaitán játékjogáért, a szerződés aláírására júliusban került sor. A hivatalos bemutatót július 19-én tartották a Vicente Calderón Stadionban.

### Talian Jifang
2018. február 26-án a kínai élvonalban szereplő Talien Jifang szerződtette. Március 3-án, a Sanghaj SIPG ellen 8–0-ra elveszített bajnokin mutatkozott be új csapatában. 2018. március 16-án, a Peking Kuan elleni mérkőzésen egy párharc során ütközött és átmenetileg elveszítette az eszméletét. 2018. április 7-én az első gólját is megszerezte a kínai bajnokságban a Csungking Lifan elleni 2–2-es hazai mérkőzésen.

### Chicago Fire
2019. február 28-án az Észak-amerikai labdarúgó-bajnokságban (MLS) szereplő Chicago Fire csapatához igazolt.

### Lille
2020. január 31-én aláírt a francia Lille OSC csapatához. Itt mindössze 4 találkozón játszott.

### Braga
2020 augusztusában bejelentették, hogy visszatér Portugáliába és az SC Braga csapatában fog szerepelni. Gaitán 1 éves szerződést írt alá, amely különböző feltételek teljesülése esetén meghosszabbodhat. Egy korábbi sérülése miatt október 25-én ugyan már ott volt a keretben a Guimaraes ellen, de nem lépett pályára. Október 29-én mutatkozott be és gólt is szerzett az ukrán Zorja Luhanszk elleni 2–1-re megnyert Európa-liga meccsen.

### Peñarol
2021 nyarán az uruguayi Peñarol csapatához igazol, majd a szezon végén bajnoki címet ünnepelhetett a csapattal.

### Paços Ferreira
2022. január 31-én félévre a Paços Ferreira csapatába igazolt, további egy éves hosszabbítási opcióval.

### Sarmiento
2024. július 20-án visszatért Argentínába, ahol a Sarmiento csapatához írt alá az év végéig.

### A válogatottban
2009. szeptember 30-án, egy Ghána elleni barátságos mérkőzésen lépett először pályára az argentin válogatottban. Sergio Batista szövetségi kapitány számított rá, azonban Alejandro Sabella irányítása alatt két évig nem szerepelt a nemzeti csapatban. 2014. szeptember 3-án, Németország ellen játszott újra, szerepet kapott a 2016-os Copa Américán is, ahol ezüstérmet szerzett.

## Játékstílusa
Pályafutása kezdetén leginkább a középpályás sor bal szélén játszott, miután a Benfica leigazolta a portugál csapatnál a középpálya bármely pontján bevethető játékos lett belőle.
Gaitán bal lábas, azonban képes a jobb szélen is játszani. Labdabiztos játékos, akinek a legfőbb erénye a megszerzett labdák megtartása, elosztása.

## Statisztika

### Klubcsapatokban
2020. november 5-én frissítve.
| Klub             | Szezon           | Bajnokság | Bajnokság | Kupa  | Kupa | Ligakupa | Ligakupa | Európa | Európa | Egyéb | Egyéb | Összesen | Összesen |
| Klub             | Szezon           | Mérk.     | Gól       | Mérk. | Gól  | Mérk.    | Gól      | Mérk.  | Gól    | Mérk. | Gól   | Mérk.    | Gól      |
| ---------------- | ---------------- | --------- | --------- | ----- | ---- | -------- | -------- | ------ | ------ | ----- | ----- | -------- | -------- |
| Boca Juniors     | 2007–08          | 1         | 0         | —     | —    | —        | —        | 0      | 0      | —     | —     | 1        | 0        |
| Boca Juniors     | 2008–09          | 32        | 5         | —     | —    | —        | —        | 11     | 1      | —     | —     | 43       | 6        |
| Boca Juniors     | 2009–10          | 33        | 7         | —     | —    | —        | —        | 2      | 0      | —     | —     | 35       | 7        |
| Boca Juniors     | Összesen         | 66        | 12        | —     | —    | —        | —        | 13     | 1      | —     | —     | 79       | 13       |
| Benfica          | 2010–11          | 26        | 7         | 5     | 1    | 3        | 0        | 13     | 1      | 1     | 0     | 48       | 9        |
| Benfica          | 2011–12          | 25        | 3         | 1     | 0    | 4        | 0        | 14     | 1      | —     | —     | 44       | 4        |
| Benfica          | 2012–13          | 23        | 3         | 6     | 1    | 2        | 0        | 13     | 1      | —     | —     | 44       | 5        |
| Benfica          | 2013–14          | 26        | 4         | 5     | 1    | 2        | 1        | 10     | 2      | —     | —     | 43       | 8        |
| Benfica          | 2014–15          | 27        | 4         | 2     | 0    | 2        | 0        | 5      | 0      | 1     | 0     | 37       | 4        |
| Benfica          | 2015–16          | 25        | 4         | 1     | 0    | 2        | 3        | 8      | 4      | 1     | 0     | 37       | 11       |
| Benfica          | Összesen         | 152       | 25        | 20    | 3    | 15       | 4        | 63     | 9      | 3     | 0     | 253      | 41       |
| Atlético Madrid  | 2016–17          | 23        | 3         | 4     | 1    | —        | —        | 3      | 0      | —     | —     | 30       | 4        |
| Atlético Madrid  | 2017–18          | 6         | 0         | 2     | 0    | —        | —        | 5      | 0      | —     | —     | 13       | 0        |
| Atlético Madrid  | Összesen         | 29        | 3         | 6     | 1    | —        | —        | 8      | 0      | —     | —     | 43       | 4        |
| Talien Jifang    | 2018             | 28        | 2         | 2     | 0    | —        | —        | —      | —      | —     | —     | 30       | 2        |
| Chicago Fire     | 2019             | 27        | 4         | 1     | 0    | —        | —        | —      | —      | —     | —     | 28       | 4        |
| Lille            | 2019–20          | 4         | 0         | —     | —    | —        | —        | —      | —      | —     | —     | 4        | 0        |
| Braga            | 2020–21          | 1         | 0         | 0     | 0    | 0        | 0        | 2      | 1      | —     | —     | 3        | 1        |
| Karrier összesen | Karrier összesen | 307       | 46        | 29    | 4    | 15       | 4        | 85     | 11     | 3     | 0     | 439      | 65       |

### A válogatottban
2016. június 18-án frissítve.
| Nemzet    | Év       | Mérkőzés | Gól |
| --------- | -------- | -------- | --- |
| Argentína | 2009     | 1        | 0   |
| Argentína | 2010     | 2        | 0   |
| Argentína | 2011     | 3        | 0   |
| Argentína | 2014     | 3        | 2   |
| Argentína | 2015     | 3        | 0   |
| Argentína | 2016     | 4        | 0   |
| Összesen  | Összesen | 16       | 2   |

## Sikerei, díjai

### Klubcsapatokban
Boca Juniors
- Argentin Primera Division: 2008 (Apertura)

Benfica
- Portugál bajnok: 2013–14, 2014–15, 2015–16
- Portugál kupa: 2014
- Portugál ligakupa: 2011, 2012, 2014, 2015, 2016
- Európa-liga döntős: 2012–13, 2013–14

Atlético Madrid
- Európa-liga: 2017–18

Braga
- Portugál kupa: 2020–21

Peñarol
- Uruguayi Primera División: 2021